# Эскимосская кухня
Кухня эскимосов состоит из продуктов, полученных охотой и собирательством, основу рациона составляет мясо моржей, нерп, белух, оленей, белых медведей, овцебыков, птиц, а также их яйца. Так как в арктическим климате невозможно земледелие, эскимосы собирают клубни, корни, стебли, водоросли, ягоды и либо съедают сразу, либо заготавливают впрок.
Эскимосы считают, что диета, состоящая в основном из мяса, полезна, делает организм здоровым и сильным и помогает сохранять в нём тепло.

## Охота

### Тюлень
Тюленье мясо — основной продукт питания эскимосских охотников, самая важная часть рациона. В зависимости от сезона эскимосы охотятся на разных тюленей: на кольчатую нерпу — весь год, а на гренландского тюленя — только летом; кроме того, промышляют обыкновенного тюленя и морского зайца.
На тюленей охотятся, когда они подплывают к отверстиям во льду подышать. Тюлени когтями проламывают лёд, а охотники ставят на лунки сигнальные ловушки, уведомляющие о том, что тюлень плывёт за воздухом, и после срабатывания ловушки бьют тюленей гарпуном.
Эскимосы считают, что тюлени всегда страдают от жажды из-за того, что живут в солёной воде, и умирающему животному в знак уважения всегда дают выпить пресной воды. Кроме того, этот ритуал должен умилостивить духа воды Седну.

### Морж
Охота на моржа у эскимосов ведётся зимой и весной, так как летом моржи гораздо опаснее. Из-за того, что они — очень крупные и сильные животные, на них охотятся группой.
В книге «Укалураит: Устная история Нунавута» старик-эскимос говорит об охоте на моржа так: «Когда охотники замечают моржа, двое бегут к нему, но когда морж опускает голову в воду, нужно остановиться, иначе он вас услышит… Они стараются оказаться перед моржом и загарпунить его в воде. Ещё один охотник должен бить вторым гарпуном через лунку, чтобы морж не сорвался».

### Кит
- Основная статья: Китовое мясо[англ.]

Гренландский кит — одно из самых больших животных на Земле; один такой кит может кормить эскимосов целый год. В пищу употребляется мясо, сало и кожа. Обычно эскимосы охотятся на молодняк, так как у молодых китов вкуснее кожа и, кроме того, на них проще охотиться. На китов охотятся гарпуном. Согласно Джону Беннетту и Сьюзан Роули, раньше эскимосы не преследовали загарпуненного кита, а ждали, пока кит не выбросится на берег, или пока его тушу не принесёт течением.

### Олень
Бо́льшую часть года олени пасутся в тундре небольшими группами, однако дважды в год большие оленьи стада пересекают земли, удалённые от побережья. У этих животных очень чуткий слух и острое обоняние, поэтому эскимосы ставят временные поселения во многих километрах от будущего маршрута оленей, и ждут их приближения, чтобы начать охоту.
Охота на оленей может производиться разными методами — их загоняют в ловушки, заставляют зайти в воду, пугают и ослепляют, чтобы убить копьём.

### Рыба
Эскимосы употребляют в пищу как солоноводную, так и пресноводную рыбу: рогатковых, озёрного и арктического гольцов, арктическую треску. Рыбак вырезает во льду квадратное отверстие и рыбачит с приманкой и гарпуном. Вместо удочки используется фальшивая рыба на нити. Рыбак опускает наживку в воду и, когда рыба подплывает, гарпунит её, не давая захватить приманку.

### Снижение количества охотников
Уменьшение количества охотящегося населения связано с высокой стоимостью оборудования, а также тем, что молодые эскимосы чаще питаются едой «белых людей» (Qallunaat).

## Питательная ценность
Из-за того что арктический климат малопригоден для сельского хозяйства, в традиционной эскимосской диете мало углеводов, но много животных жиров и белков. Белки разлагаются печенью в процессе глюконеогенеза и используются как источник энергии. В исследованиях эскимосов обнаружилось, что у них увеличенные печени, вероятно, для способствования этому процессу. Кроме того, у них повышенное мочевыделение (избыток мочи образуется при глюкогенезе).
До 35—40 % процентов калорий в эскимосской диете получаются из белков, а 50—75 % — из жиров. Высокое содержание жира предотвращает отравление белком. Так как большинство получаемых жиров — мононенасыщенные и богаты омега-3, в прошлом считалось, что такая диета в целом не так опасна, как обычная западная, богатая жирами. Тем не менее на поверку оказалось, что эскимосы подвержены сердечно-сосудистым заболеваниям в той же степени, что другие группы населения, а смертность от всех причин у эскимосов в два раза выше, чем в среднем по Северной Америке. Обнаруженные во льду останки доисторических эскимосов также показали наличие у них атеросклероза. Традиционная пища эскимосов настолько опасна для здоровья, что переход к стандартному для США питанию привёл к снижению уровня смертности.
Витамины, которые обычно получают из растений, в эскимосской диете также присутствуют: эскимосы получают витамины A и D из печени рыб и животных, витамин C — из печени оленей, водорослей, китовой кожи и тюленьего мозга — витамин сохраняется в них, так как инуиты не подвергают мясо воздействию огня.

## Отношение к традиционной диете
Эскимосы считают, что их кухня гораздо более полезна, чем кухня «белого человека» (Qallunaat).
Одним из примеров является употребление тюленьей крови. Исследователь культуры народов Крайнего Севера Эдмунд Сёрлз, взявший интервью у пожилого эскимоса, услышал, что инуитская еда усиливает ток крови, что является признаком здоровья. После употребления крови и мяса тюленей вены увеличиваются в размерах и темнеют. Боррэ утверждает, что эскимосы верят в то, что кровь тюленей усиливает кровь съевшего благодаря замещению истощённых питательных веществ и обновлению кровотока; кровь — обязательный элемент диеты эскимосов.
Кроме того, эскимосы верят в то, что мясная диета утепляет, если постоянно питаться по-эскимосски. Эскимос по имени Олеетоа, питавшийся смесью эскимосской и еды «белых», говорил, что когда он сравнил свою силу, тепло и энергию с аналогичными показателями своего двоюродного брата, евшего только эскимосскую пищу, то оказалось, что брат сильнее и выносливее. Эскимосы в целом склонны обвинять в своих болезнях недостаток эскимосской еды.

## Традиции, связанные с едой
Сёрлз пишет о том, что в основном эскимосы едят пищу сырой, замороженной или варёной; ингредиенты почти не смешиваются, специй почти не добавляют. Хотя в день они едят всего два раза, в течение всего дня многократно перекусывают. Традиции, связанные с едой, очень тщательно выполняются; непосвящённому человеку они могут показаться странными.
Эскимосы выбирают продукты питания, анализируя три связи: между животными и людьми, между телом, душой и здоровьем, между кровью животных и людей; а также в согласии с выбранным режимом питания. Эскимосы очень суеверны в отношении пищи и её приготовления и поедания. Они считают, что здоровое человеческое тело получается при смешении человеческой крови с кровью добычи.
К примеру, эскимосы считают, что заключили с тюленями соглашение: охотник убивает тюленя только ради прокорма своей семьи, а тюлень жертвует собой ради того, чтобы стать частью тела охотника, а если люди перестанут следовать древним соглашениям и заветам предков, то животные будут оскорблены и прекратят размножаться.
Обычный способ сохранения мяса после охоты — заморозка. Охотники поедают часть добычи прямо на месте. Особая традиция связана с рыбой: её нельзя готовить в пределах дня пути от места ловли.
Эскимосы известны тем, что каждый охотник делится всей добычей со всеми в поселении. Впервые эта практика была документирована в 1910.
Поеданию мяса, жира или других частей животного предшествует выкладывание больших кусков на кусок металла, пластика или картона на полу, откуда любой в семье может взять себе порцию. Так как эскимосы едят, только когда голодны, члены семьи не должны идти «к столу», хотя бывает, что поесть приглашают всех в поселении: женщина выходит на улицу и кричит: «Готовое мясо!» (Ujuk!).
Еда после охоты отличается от обычного приёма пищи: когда тюленя приносят в дом, охотники собираются вокруг него и первыми получают порции как самые голодные и остывшие после охоты. Тюленя разделывают особым образом, вспарывая живот, чтобы охотники могли отрезать кусочек от печени или налить в кружку крови. Кроме того, жир и мозг смешиваются и поедаются с мясом.
Дети и женщины едят после охотников. В первую очередь, для поедания выбирают кишечник и остатки печени, а затем рёбра, позвоночник и остатки мяса распределяют по поселению.
Разделение еды было необходимо для выживания всего поселения, молодые пары отдают часть улова и добытого мяса пожилым — чаще всего, своим родителям. Считается, что, поев вместе, люди становятся связаны узами сотрудничества. Из-за того, что еда является общественной собственностью, Сёрлз попал в неловкую ситуацию, когда в гостях у охотника попросил чашку сока, это оскорбило охотника.

## Блюда эскимосской кухни

### Акутак
Акутак (инуитск. ᐊᑯᑕᖅ), «эскимосское мороженое», — блюдо эскимосской кухни, взбитый жир с ягодами и (необязательно) рыбой и сахаром. Слово «акутак» по-юпикски означает «[нечто] смешанное».
Всё множество вариантов акутака содержит ягоды, мясо, листья, корни, смешанные с маслом или жиром. Из ягод обычно берут морошку, малину великолепную, клюкву, водянику, из мяса — лосося и оленину. Жир — оленье сало, моржовое сало, тюлений жир. Иногда в акутак добавляют воду или сахар.

### Анллек
Анллек (anlleq) — деликатес эскимосов Юкон—Кускоквимской дельты. Пушицу и копеечник альпийский, которые запасают полёвки, собирают из мышиных нор и употребляют в пищу сырыми, варёными или в акутаке. В знак уважения взамен семян трав нужно положить мыши что-нибудь вкусное.

### Аюк
Аюк (ayuq) — эскимосский чай из багульника. Пьётся горячим. Считается, что у аюка есть лечебный эффект.

### Кивиак
Кивиак (kiviak) — праздничное блюдо: в шкуру тюленя помещают около 400 чистиков, выпускают из шкуры воздух, запечатывают её салом и помещают в землю под пресс (камень) на 3—18 месяцев. Ферментированную птицу достают, снимают перья (иногда с кожей) и употребляют мясо в пищу. Подробное описание методов приготовления и употребления в пищу кивиака приводит в своей автобиографической книге «Последние короли Туле» французский полярный исследователь Жан Малори, проживший в 1950 году несколько месяцев среди эскимосов Северной Гренландии.

### Игунак
Игунак — моржовая туша (может принадлежать также другим морским млекопитающим или оленю), оставленная в болоте или земле для ферментирования и частичного разложения. Как и кивиак, из-за содержания трупного яда смертельно опасно для людей, в чьих культурах подобные блюда отсутствуют.

### Мактак
Мактак — вымороженная китовая кожа с салом. Употребляется в сыром, мороженом или вяленом виде, служит одним из источников витаминов.